# David Lea, Baron Lea of Crondall
David Edward Lea, Baron Lea of Crondall (* 2. November 1937 in England) ist ein britischer Gewerkschafter, Politiker der Labour Party und seit 1999 als Life Peer Mitglied des House of Lords.

## Leben
David Lea besuchte die Farnham Grammar School, in Farnham in Surrey und später das Christ's College in Cambridge, an dem er Ökonomie studierte.
1964 trat er in die Dienste des Trades Union Congress (TUC), einem gewerkschaftlichen Dachverband im Vereinigten Königreich, wurde Leiter des Economic Department und 1978 stellvertretender Generalsekretär des Verbandes, eine Position, die er bis 1999 innehielt.
Während dieser Zeit war er 1974 für das Department of Trade and Industry in Investmentangelegenheiten in Japan aktiv, von 1974 bis 1975 Mitglied im Channel Tunnel Advisory Committee (Gutachterkommission für den Kanaltunnel), von 1975 bis 1977 Mitglied im Bullock Committee on Industrial Democracy, von 1975 bis 1977 Mitglied in der Royal Commission on the Distribution of Income and Wealth (Königliche Kommission für Einkommensverteilung), von 1977 bis 1979 Mitglied im Delors Commission on Economic and Social Concepts in the Community (Delors Kommission für ökonomische uns soziale Konzepte in der Europäischen Gemeinschaft) und in denselben Jahren Mitglied in der Energy Commission (Kommission für Energiefragen).
An der UN Commission on Transnational Corporations (UN-Kommission für länderübergreifende Kooperationen) war er von 1977 bis 1982 beteiligt und von 1978 bis 1982 an dem NEDC Committee on Finance for Industry (NEDC Komitee für Finanzfragen der Industrie). Von 1982 bis 1999 saß er im Franco-British Council (FBC) (Rat für französisch-britische Verständigung). Das National Institute of Economic and Social Research hatte ihn als Leiter, und von 1985 bis 1999 war er Mitglied im Retail Prices Index Advisory Committee (Gutachterkommission für Einzelhandelspreisindex).
In der Kreisky Commission on Employment Issues in Europe (Kreisky-Kommission für Beschäftigungsfragen in Europa) saß er von 1987 bis 1989, war 1990 Teil der Tripartite Mission EU in Japan und gehörte 1992 zur Delegation des Vereinigten Königreichs zum Earth Summit in Rio de Janeiro. Seit 1992 ist er Mitglied des European Social Dialogue Joint Steering Committee (Lenkungskomitee für Sozialfragen in Europa).
Am Round Table on Sustainable Development (Runder Tische für nachhaltige Entwicklung) war er von 1995 bis 1999 beteiligt, gehörte dem Advisory Committee on Vehicle Emissions (Gutachterkommission für Fahrzeugemissionen) von 1998 bis 1999 an und in denselben Jahren der EU High Level Group on Benchmarking und dem Treasury Advisory Committee on EU (Gutachterkommission in Finanzfragen der EU).
Am 21. Juli 1999 wurde er zum Baron Lea of Crondall, of Crondall in the County of Hampshire, erhoben und erhielt damit auf Lebenszeit einen Sitz im House of Lords.
Im Jahr 2000 ließ er sich in das Central Arbitration Committee (Zentrale Kommission für Schiedsgerichte) wählen und gehörte diesem bis 2010 an. Von 2000 bis 2005 war er Council Member, Britain in Europe (Ratsmitglied, Britannien in der EU). 2007 und 2008 beteiligte er sich als Wahlbeobachter in der Demokratischen Republik Kongo und in Nepal an internationalen Projekten über die EU-Grenzen hinaus.